# Marina Wladimirowna Skrschinskaja
Marina Wladimirowna Skrschinskaja (russisch Марина Владимировна Скржинская; * 23. August 1939 in Leningrad) ist eine sowjetisch-ukrainische Althistorikerin.

## Leben
Skrschinskaja, Tochter der Mediävistin Jelena Tscheslawowna Skrschinskaja, studierte an der Universität Leningrad (LGU) in der Klassik-Abteilung der Philologischen Fakultät mit Abschluss 1961. Nach der Aspirantur bei Aristid Iwanowitsch Dowatur am Lehrstuhl für klassische Philologie der LGU verteidigte sie 1968 mit Erfolg ihre Dissertation über die Erzähltradition bezüglich der Tyrannis im Griechenland des 7. und 6. Jahrhunderts v. Chr. für die Promotion zur Kandidatin der philologischen Wissenschaften. Darauf lehrte sie klassische Sprachen an der LGU und am Leningrader Medizinischen Institut.
1972 wurde Skrschinskaja führende wissenschaftliche Mitarbeiterin des Instituts für Archäologie der Akademie der Wissenschaften der Ukrainischen Sozialistischen Sowjetrepublik in Kiew. 1992 verteidigte sie an der St. Petersburger Filiale des Moskauer Instituts für Russische Geschichte der Russischen Akademie der Wissenschaften ihre Doktor-Dissertation über die antiken schriftlichen Quellen des 7. bis 4. Jahrhunderts v. Chr. bezüglich der nördlichen Schwarzmeerküste für die Promotion zur Doktorin der Geschichtswissenschaften. Sie studierte das Leben in der antiken Stadt Olbia im 6. bis 1. Jahrhundert v. Chr. sowie das Verhältnis der Griechen und Skythen dort. Ein weiterer Schwerpunkt war das Gerichtswesen in den griechischen Kolonien an der nördlichen Schwarzmeerküste.
2005 wurde Skrschinskaja wissenschaftliche Senior-Mitarbeiterin der Abteilung für Mittelalter-Geschichte der Ukraine des Instituts für Geschichte der Nationalen Akademie der Wissenschaften der Ukraine in Kiew.
Skrschinskaja ist verheiratet mit dem Historiker Nikolai Fjodorowitsch Kotljar.